# Elezioni comunali in Abruzzo del 2023
Le elezioni comunali in Abruzzo del 2023 si sono svolte il 14 e 15 maggio (con eventuale turno di ballottaggio il 28 e 29 maggio).

## Riepilogo sindaci eletti
Coalizione di centro-sinistra
     Coalizione di centro-destra
| Provincia | Comune | Popolazione legale (censimento 2023) | Sindaco uscente | Sindaco uscente            | Sindaco eletto | Sindaco eletto             | Primo turno | Primo turno | Secondo turno | Secondo turno | Seggi   |
| Provincia | Comune | Popolazione legale (censimento 2023) | Sindaco uscente | Sindaco uscente            | Sindaco eletto | Sindaco eletto             | Voti        | %           | Voti          | %             | Seggi   |
| --------- | ------ | ------------------------------------ | --------------- | -------------------------- | -------------- | -------------------------- | ----------- | ----------- | ------------- | ------------- | ------- |
| Teramo    | Teramo | 51 650                               |                 | Gianguido D'Alberto (Ind.) |                | Gianguido D'Alberto (Ind.) | 16 267      | 54,47       | —             | —             | 20 / 32 |
| Teramo    | Silvi  | 15 381                               |                 | Andrea Scordella (LSP)     |                | Andrea Scordella (LSP)     | 4 356       | 55,51       | —             | —             | 10 / 16 |

## Provincia di Teramo

### Teramo
|                                          | Gianguido D'Alberto ✔️ Sindaco | 16 267               | 54,47 | Insieme Possiamo       | 4 406  | 15,23 | 6  |  |  |
| Partito Democratico                      | Gianguido D'Alberto ✔️ Sindaco | 16 267               | 54,47 | 2 706                  | 9,35   | 4     |    |  |  |
| Bella Teramo                             | Gianguido D'Alberto ✔️ Sindaco | 16 267               | 54,47 | 2 426                  | 8,38   | 3     |    |  |  |
| Teramo Vive                              | Gianguido D'Alberto ✔️ Sindaco | 16 267               | 54,47 | 2 111                  | 7,30   | 3     |    |  |  |
| In Comune per Te                         | Gianguido D'Alberto ✔️ Sindaco | 16 267               | 54,47 | 2 059                  | 7,12   | 3     |    |  |  |
| Movimento 5 Stelle                       | Gianguido D'Alberto ✔️ Sindaco | 16 267               | 54,47 | 664                    | 2,29   | 1     |    |  |  |
| Innova Teramo - Socialisti per il Lavoro | Gianguido D'Alberto ✔️ Sindaco | 16 267               | 54,47 | 662                    | 2,29   | –     |    |  |  |
| Totale liste                             | Gianguido D'Alberto ✔️ Sindaco | 16 267               | 54,47 | 15 034                 | 51,96  | 20    |    |  |  |
|                                          | Carlo Antonetti                | 10 879               | 36,43 | Futuro In - Per Teramo | 4 061  | 14,04 | 4  |  |  |
| Fratelli d'Italia                        | Carlo Antonetti                | 10 879               | 36,43 | 2 878                  | 9,95   | 2     |    |  |  |
| Forza Italia - Noi Moderati              | Carlo Antonetti                | 10 879               | 36,43 | 1 806                  | 6,24   | 1     |    |  |  |
| Amo Te - Antonetti Sindaco               | Carlo Antonetti                | 10 879               | 36,43 | 1 610                  | 5,56   | 1     |    |  |  |
| Lega                                     | Carlo Antonetti                | 10 879               | 36,43 | 997                    | 3,45   | 1     |    |  |  |
| Seggio di coalizione                     | Seggio di coalizione           | Seggio di coalizione | 36,43 | 1                      |        |       |    |  |  |
| Totale liste                             | Carlo Antonetti                | 10 879               | 36,43 | 11 352                 | 39,24  | 9     |    |  |  |
|                                          | Maria Cristina Marroni         | 2 719                | 9,10  | Teramo sul Serio       | 971    | 3,36  | 1  |  |  |
| Teramo Protagonista                      | Maria Cristina Marroni         | 2 719                | 9,10  | 791                    | 2,73   | –     |    |  |  |
| Azione Politica                          | Maria Cristina Marroni         | 2 719                | 9,10  | 785                    | 2,71   | –     |    |  |  |
| Seggio di coalizione                     | Seggio di coalizione           | Seggio di coalizione | 9,10  | 1                      |        |       |    |  |  |
| Totale liste                             | Maria Cristina Marroni         | 2 719                | 9,10  | 2 547                  | 8,80   | 1     |    |  |  |
| Totale                                   | Totale                         | 29 865               | 100   |                        | 28 933 | 100   | 32 |  |  |
|                                          |                                |                      |       |                        |        |       |    |  |  |
| Schede bianche                           | Schede bianche                 | 122                  | 0,40  |                        |        |       |    |  |  |
| Schede nulle                             | Schede nulle                   | 570                  | 1,87  |                        |        |       |    |  |  |
| Votanti                                  | Votanti                        | 30 557               | 66,45 |                        |        |       |    |  |  |
| Elettori                                 | Elettori                       | 45 985               |       |                        |        |       |    |  |  |
|                                          |                                |                      |       |                        |        |       |    |  |  |
| Fonte: Ministero dell'interno            |                                |                      |       |                        |        |       |    |  |  |

1. ↑  Include candidati di Articolo Uno.
2. ↑  Include candidati dell'Alleanza Verdi e Sinistra.
3. ↑  Include candidati di Azione.
4. 1 2  Include candidati di Italia Viva.

### Silvi
|                               | Andrea Scordella ✔️ Sindaco | 4 350                | 55,51 | Fratelli d'Italia     | 1 074 | 14,35 | 3  |  |  |
| Noi Moderati                  | Andrea Scordella ✔️ Sindaco | 4 350                | 55,51 | 1 021                 | 13,64 | 2     |    |  |  |
| Forza Italia                  | Andrea Scordella ✔️ Sindaco | 4 350                | 55,51 | 996                   | 13,30 | 2     |    |  |  |
| Lega                          | Andrea Scordella ✔️ Sindaco | 4 350                | 55,51 | 925                   | 12,36 | 2     |    |  |  |
| SiAmo Silvi                   | Andrea Scordella ✔️ Sindaco | 4 350                | 55,51 | 367                   | 4,90  | 1     |    |  |  |
| Totale liste                  | Andrea Scordella ✔️ Sindaco | 4 350                | 55,51 | 4 383                 | 58,55 | 10    |    |  |  |
|                               | Giuseppe Gentile            | 2 734                | 34,89 | Silvi Forte e Gentile | 833   | 11,13 | 2  |  |  |
| Partito Democratico           | Giuseppe Gentile            | 2 734                | 34,89 | 765                   | 10,22 | 1     |    |  |  |
| Silvi Possibile               | Giuseppe Gentile            | 2 734                | 34,89 | 466                   | 6,22  | 1     |    |  |  |
| Movimento 5 Stelle            | Giuseppe Gentile            | 2 734                | 34,89 | 363                   | 4,85  | –     |    |  |  |
| Seggio di coalizione          | Seggio di coalizione        | Seggio di coalizione | 34,89 | 1                     |       |       |    |  |  |
| Totale liste                  | Giuseppe Gentile            | 2 734                | 34,89 | 2 427                 | 32,42 | 4     |    |  |  |
|                               | Massimo Blasiotti           | 753                  | 9,61  | Moderati              | 362   | 4,84  | –  |  |  |
| Silvi Rinasce!                | Massimo Blasiotti           | 753                  | 9,61  | 314                   | 4,19  | –     |    |  |  |
| Seggio di coalizione          | Seggio di coalizione        | Seggio di coalizione | 9,61  | 1                     |       |       |    |  |  |
| Totale liste                  | Massimo Blasiotti           | 753                  | 9,61  | 676                   | 9,03  | –     |    |  |  |
| Totale                        | Totale                      | 7 837                | 100   |                       | 7 486 | 100   | 16 |  |  |
|                               |                             |                      |       |                       |       |       |    |  |  |
| Schede bianche                | Schede bianche              | 42                   | 0,52  |                       |       |       |    |  |  |
| Schede nulle                  | Schede nulle                | 160                  | 1,99  |                       |       |       |    |  |  |
| Votanti                       | Votanti                     | 8 039                | 59,98 |                       |       |       |    |  |  |
| Elettori                      | Elettori                    | 13 402               |       |                       |       |       |    |  |  |
|                               |                             |                      |       |                       |       |       |    |  |  |
| Fonte: Ministero dell'interno |                             |                      |       |                       |       |       |    |  |  |

1. ↑  Include candidati di Articolo 1.